# Brevipalpus religiosae
Brevipalpus religiosae är en spindeldjursart som beskrevs av De Leon 1960. Brevipalpus religiosae ingår i släktet Brevipalpus och familjen Tenuipalpidae. Inga underarter finns listade.